# Милк (филм)
Вижте пояснителната страница за други значения на Милк.
„Милк“ (на английски: Milk) е американски биографичен филм от 2008 г. на режисьора Гас Ван Сант. Сценарият е написан от Дъстин Ланс Блек и разказва за живота на американския активист за граждански права и политик Харви Милк.

## Актьорски състав
| Актьор        | Роля           |
| ------------- | -------------- |
| Шон Пен       | Харви Милк     |
| Емил Хърш     | Клив Джоунс    |
| Джош Бролин   | Дан Уайт       |
| Диего Луна    | Джак Лайра     |
| Джеймс Франко | Скот Смит      |
| Алисън Пил    | Ан Кроненбърг  |
| Виктор Гарбър | Джордж Москоне |
| Денис О'Хеър  | Джон Бригс     |
| Джоузеф Крос  | Дик Пабич      |

## Награди и номинации
| Категория                             | Номиниран(и)                | Резултат                    |
| Оскар (22 февруари 2009 г.)           | Оскар (22 февруари 2009 г.) | Оскар (22 февруари 2009 г.) |
| ------------------------------------- | --------------------------- | --------------------------- |
| Най-добър оригинален сценарий         | Дъстин Ланс Блек            | награда                     |
| Най-добра мъжка роля                  | Шон Пен                     | награда                     |
| Най-добър филм                        | Най-добър филм              | номинация                   |
| Най-добри костюми                     | Най-добри костюми           | номинация                   |
| Най-добър режисьор                    | Гас Ван Сант                | номинация                   |
| Най-добър филмов монтаж               | Елиът Греъм                 | номинация                   |
| Най-добра филмова музика              | Дани Елфман                 | номинация                   |
| Най-добра поддържаща мъжка роля       | Джош Бролин                 | номинация                   |
| Награда на БАФТА (8 февруари 2009 г.) |                             |                             |
| Най-добър филм                        | Най-добър филм              | номинация                   |
| Най-добър грим и прически             | Най-добър грим и прически   | номинация                   |
| Най-добър оригинален сценарий         | Дъстин Ланс Блек            | номинация                   |
| Най-добър актьор в главна роля        | Шон Пен                     | номинация                   |
| Златен глобус (11 януари 2009 г.)     |                             |                             |
| Най-добър актьор в драматичен филм    | Шон Пен                     | номинация                   |
| Сателит (14 декември 2008 г.)         |                             |                             |
| Най-добър филм – драма                | Най-добър филм – драма      | номинация                   |
| Най-добър режисьор                    | Гас Ван Сант                | номинация                   |
| Най-добър оригинален сценарий         | Дъстин Ланс Блек            | номинация                   |
| Най-добра филмова музика              | Дани Елфман                 | номинация                   |
| Най-добър актьор в драматичен филм    | Шон Пен                     | номинация                   |
| Най-добър актьор в поддържаща роля    | Джеймс Франко               | номинация                   |